# 네이버 클로바
네이버 클로바(Naver Clova)는 네이버에서 개발한 인공지능 플랫폼이다. 네이버 클로바가 탑재된 제품들은 검색 기능, 날씨 정보, 음악 추천 및 재생, 번역, 영어 프리토킹 등 다양한 기능들을 제공한다. 인공지능 기술 중 하나인 머신러닝(Machine Learning)을 사용하여 지속적인 학습을 할 수 있으며, 웹 기반의 콘솔을 통해 쉽게 사용할 수 있다. 스트리밍 형태로 지원되는 API를 통해 고객의 서비스에 음성인식 기능을 간단히 적용할 수 있다. 안드로이드(Android)와 iOS SDK가 제공되어 다양한 모바일 플랫폼에서도 이용이 가능하다. 한국어 외에도 영어, 일어, 중국어(간체)를 제공한다. 클로바는 다른 서비스 또는 생활 속에서 사용하는 기기와의 연결을 지원한다. 네이버의 인공지능 플랫폼인 클로바와 기기의 연결로 사용자에게 더 높은 생활 편의성을 제공한다.

## 역사
2017년 5월 12일 네이버는 인공지능 플랫폼 네이버 클로바를 탑재한 앱 '네이버 클로바'를 출시했다. 2017년 8월 11일 음성인식 인공지능 스피커 '웨이브'를 출시했다. 2017년 10월 26일 음성인식 인공지능 스피커 '프렌즈'를 출시했다.

## 기능
네이버 클로바는 검색, 날씨, 음악추천 및 재생, 번역, 프리토킹 등 다양한 기능을 제공한다. 또한 클로바는 음성 합성 및 활용을 위한 기술을 제공한다. 텍스트를 입력하면 성우의 음성으로 자연스럽게 읽어줄 수 있으며, 아름다운 목소리로 글을 읽어주는 애플리케이션을 만들 때 유용하다. 주어진 텍스트를 자연스럽게 말하듯 재생해주어 음성 안내 시스템, 뉴스/책 읽기 서비스 등에 활용할 수 있다.

## 지원 제품
- 네이버 클로바 앱[8]
- 웨이브[9]
- 디스코[10]
- 뷰[11]
- 프렌즈[12]
- U+우리집AI[13]

## AI Service
* 클로바 기술을 제공하는 네이버 클라우드 플랫폼
네이버 클로바가 개발한 기술들은 API의 형태로 이용가능하다. 네이버 클라우드 플랫폼에서 이용할 수 있는데, 이용할 수 있는 서비스는 아래와 같다.

### Clova Speech Recognition (클로바 음성인식)
사람의 목소리를 인식하여 작동하는 비서 애플리케이션, 챗봇, 음성 메모 등의 서비스를 만들 때 활용할 수 있는 음성 인식 API 서비스다. 음성 데이터는 API를 통해 Clova Speech Recognition(CSR) 엔진으로 전송되며, 해당 음성 데이터를 인식해서 텍스트로 변환하여 전달해준다. 텍스트 입력이나 물리적인 방법으로만 사용하던 서비스를 음성으로 컨트롤하는데 활용할 수 있다. 가전 제품 및 공동 주택의 홈 네트워크 제어, 배달 주문, 금융 서비스 등에 적용 가능하다. 모바일 SDK를 이용하여 스마트폰 애플리케이션으로 다양한 비서 서비스 등을 구현하는데 이용할 수 있으며, REST API를 이용하면 축적된 음성 데이터 파일을 텍스트로 변환하는데 활용할 수 있다.
현재 한국어, 일본어, 중국어, 영어 인식이 가능하다. 네이버에서 수년간 연구해온 결과로 국내에서 가장 뛰어난 한국어 인식률을 자랑한다. 사용 후기를 보면, 웹 기반의 콘솔에서 서비스를 제어할 수 있어서 편리하다고 한다.

### Clova Speech Synthesis (클로바 음성합성)보관됨2020-02-06 -웨이백 머신
텍스트를 성우의 음성으로 자연스럽게 읽어주는음성 합성 API이다. 음성 안내 시스템, 뉴스/책 읽기 서비스 등에 활용할 수 있다. 입력된 텍스트를 RESTful API 방식으로 전달하면 서버에서 인식해 mp3 포맷의 스트리밍 데이터나 파일로 리턴해주는 방식이다. 현재 지원하고 있는 언어는 한국어, 영어, 중국어, 일본어가 있다. 요금은 1000글자당 4원. 그러나 코로나19로 인한 온라인학습으로 음성합성 시스템을 무료로 지원해주고 있다.

### Clova Speech Race Recognition (클로바 얼굴 인식)보관됨2020-02-06 -웨이백 머신
입력된 비전 데이터를 통해 얼굴을 인식하거나 얼굴 감지를 이용한 애플리케이션을 만들 때 유용한 API 서비스이다. 얼굴이 나온 사진을 이용하여 나이를 추측하거나, 닮은꼴 유명인 혹은 유사한 인종을 찾는 등 다양한 정보를 제공하는 서비스에 적용할 수 있다. 지속적인 학습을 통해 얼굴에 관련된 더욱 풍부한 정보를 제공한다. 이용요금은 서비스 이용횟수 기준으로 1,000건 단위로 부과된다.

### Clova Premium Voice (클로바 프리미엄 음성합성)보관됨2020-02-06 -웨이백 머신
일반 음성 합성보다 더 자연스러운 음성합성 API이다. Clova의 기술로 같은 텍스트에도 기쁘거나 슬픈 감성이 반영된 다음 합성음을 사용할 수 있다. 예를 들면, 엄격한 뉴스 앵커 스타일, 부드러운 친구 스타일, 담백한 일반인 스타일 등 다양한 스타일의 음성합성 이용이 가능하다. 클로바 음성합성과는 다르게 건당 5원이며, 한 건당 한 문장만 입력할 수 있다.

## 클로바 익스텐션
클로바의 기본 기능 외에도 클로바 AI를 활용하여 새로운 기능을 가진 서비스인 클로바 익스텐션(Clova Extension)을 만들 수 있다. 클로바 익스텐션은 기본적인 검색 기능뿐만 아니라 생활, 학습, 금융, 쇼핑 등 다양한 분야의 서비스를 클로바를 통해 제공하게 해준다.
- Bugs(벅스)
- Vibe(바이브)

## 클로바 익스텐션 키트
클로바 익스텐션 키트(Clova Extensions Kit)은 콘텐츠 혹은 서비스 제공자가 클로바라는 인공 지능 비서 서비스를 통해 보유 콘텐츠 혹은 서비스를 배포하도록 도와준다. 자연어 처리와 같은 인공지능 기술에 대해서 잘 알지 못해도 적은 노력으로 완전히 새로운 음성 기반의 AI 서비스를 구현할 수 있게 해준다. 이를 위해 다양한 API와 도구 그리고 자세한 문서와 예제를 제공할 예정이다. 개발자들은 코드 작성과 간단한 설정만으로 만들고자하는 확장 기능(Extension)을 금방 클로바에 추가할 수 있다.

## 클로바 인터페이스 커넥트
클로바 인터페이스 커넥트(Clova Interface Connect)는 하드웨어 제조사와 IOT 업체들을 위해 제공되는 클로바의 플랫폼 서비스이다. 스피커, 마이크 및 온라인에 연결된 모든 디바이스에 간단하게 클로바를 연결시킬 수 있다. 클로바 인터페이스 커넥트를 통해 제공하는 API, SDK, 개발 문서들을 통해서 당신의 디바이스에 클로바를 연결하여, 음성 기반의 서비스를 제공할 수 있다. 특히, 생활속에서 자주 활용하는 모바일 기기, 자동차, 보안시스템 스마트 스피커, 로봇 청소기와 같은 홈 IoT 기기와 같은 다양한 제품에 적용할 수 있다.

## 같이 보기
- 구글 어시스턴트
- 빅스비 (가상 비서)